# 日本大学社長会
日本大学社長会（にほんだいがくしゃちょうかい）とは、日本大学校友会の職域別部会に所属する組織である。

## 概観
日本で一番多くの経営者を輩出している日本大学出身の社長が集まり、大学・現役学生をバックアップするために2012年に発足した。発足当初は「日本大学桜門会社長会」としてスタートしたが、2021年に校友会の職域別部会に昇格して「日本大学社長会」の名称になった。

## 組織
- 総務委員会
- 文教委員会
- 財務委員会
- 交流委員会
- 広報委員会

## 役員
- 会長
  - 飯村浩治（株式会社飯村工務店  代表取締役社長）

- 副会長
  - 元山竜太郎（モパック株式会社  代表取締役）※総務委員会担当
  - 安藤高夫（医療法人社団永生会 理事長）※文教委員会担当
  - 岩澤清和（株式会社ハッピーワールド 代表取締役）※財務委員会担当
  - 江口敏幸（株式会社東京保険プロジェクト 代表取締役）※交流委員会担当
  - 上原敏明（株式会社ユーフィールド代表取締役）※広報委員会担当

## イベント及び事業
- 桜を見る会
- 日本大学合同企業研究会・就職セミナー
- 新春賀詞交歓会
- 講演会並びに忘年会
- 日本大学出身国会議員と社長会会員の懇親交流会
- 日本大学社長会総会
- 創立10周年記念講演会、祝賀会
- 社長会ゴルフコンペ（プレジデントカップ）

など